# Microcebus tanosi
Microcebus tanosi — вид лемуровидих приматів.

## Опис
Має темно-коричневий хутро на спині і тьмяно бежеве і темно-сіре хутро знизу. Темна смуга проходить від середини спини до хвоста і найбільш помітна на середині спини. Голова має червонувате хутро. Хвіст коричневий зверху, знизу доходить до оливково-темно-жовтого кольору. У порівнянні з іншими видами, цей великий, із загальною довжиною 255-275 мм, з хвостом 115-150 мм, вага до 49 гр. 

## Середовище проживання
Знайдений в лісах Манантантелі та Іворона на південному сході Мадагаскару.

## Загрози та охорона
Завдяки великій деградації середовища проживання лісу Манантантелі і невеликій деградації лісу Іворона, можна припустити, що цей вид, ймовірно, буде занесений до Червоної книги МСОП зі статусом EN.